# 特納雷斯
19°22′12″N 70°21′0″W / 19.37000°N 70.35000°W
特納雷斯（西班牙語：Tenares），是多明尼加共和國的城鎮，位於該國北部，由米拉貝姐妹省負責管轄，面積159.71平方公里，2012年人口30,110，人口密度每平方公里190人。